# Racótis

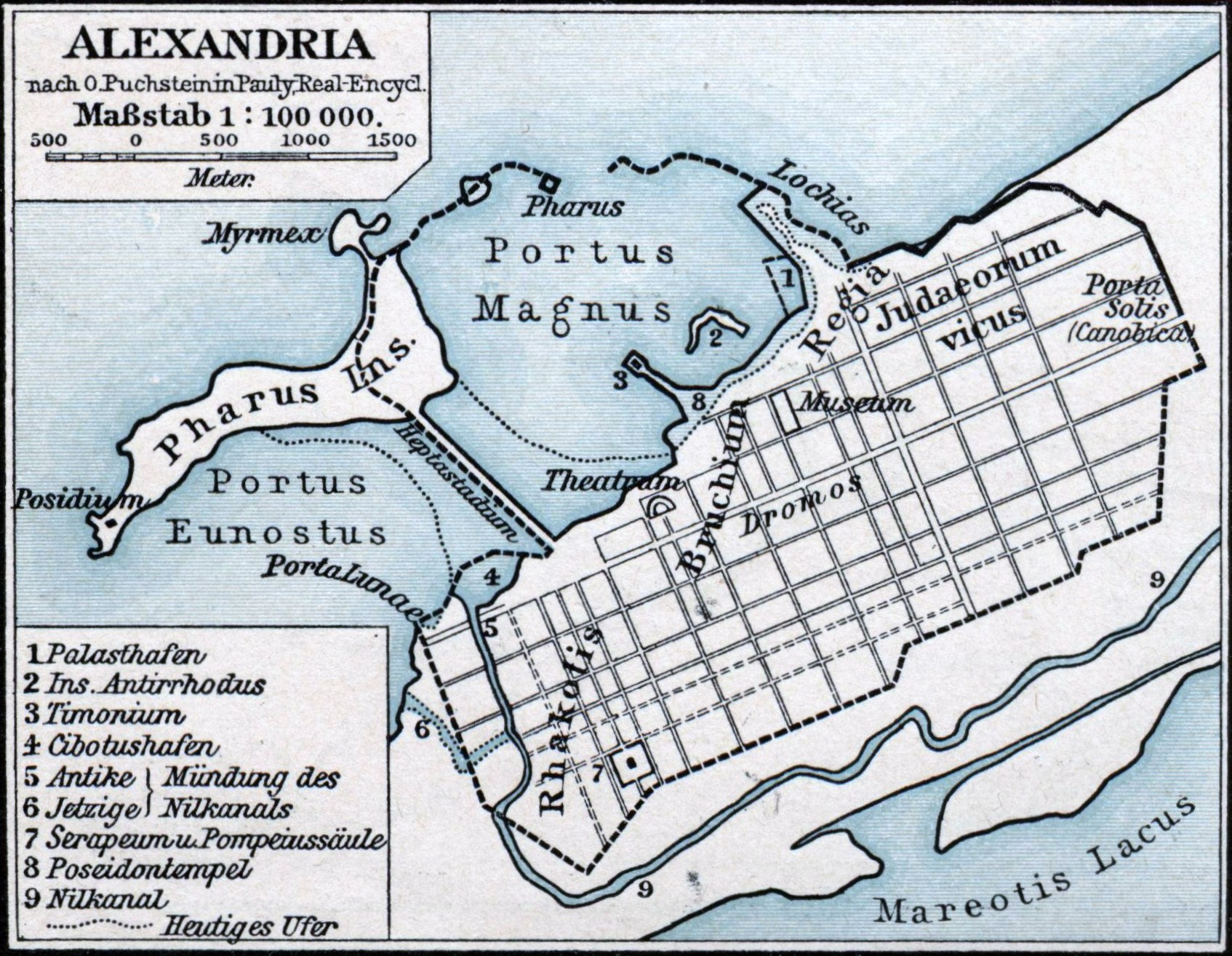
Mapa da cidade de Alexandria

Racótis (em egípcio, "Aquilo que é construído") é um dos bairros de Alexandria, situado na parte mais ocidental da cidade. Sua importância se destaca pela sua capacidade portuária, seu canal e seu templo dedicado à Serápis. Por se tratar de um bairro egípcio de Alexandria, sua importância também está relacionada a sua cidade que foi estabelecida na região pela sua capacidade portuária e por ser um ponto estratégico de ligação com o lago Mareotis e o rio Nilo, assim tendo vantagens geográficas, que permitiriam que a região se tornasse próspera economicamente. Alexandria teve seus bairros planejados através da organização determinada por Alexandre Magno, com seus muros e seu sistema de ruas.

## História
Racótis era uma cidade do Egito Antigo que já existia na costa e que após a conquista de Alexandre, o Grande, deu o nome a cidade de Alexandria. O nome Racótis continuou a existir, mas como um bairro de Alexandria pois a própria população grega continuava a designar o bairro como Racótis, devido aos nativos egípcios que viviam na região e seus monumentos em estilo egípcio.
A conquista de Alexandre sobre a cidade se deu pela conquista do Egito, assim representando o fim do domínio do rei Persa Dario III no território. O fato fez com que Alexandre fosse recebido como libertador pois a insatisfação dos egípcios em relação aos persas era endêmica.Por isso, os sacerdotes egípcios manifestaram sua gratidão fazendo de Alexandre um novo faraó, filho de Amon. Após as festividades de sua coroação, Alexandre passou o inverno na costa do Mediterrâneo numa vila conhecida como Racótis, no extremo ocidental do Delta e logo atrás da Ilha de Faros.
A cidade de Racótis egípcia se tornou importante para Alexandre pois se estabeleceu a oeste do delta no istmo entre o mar e o lago Mareótis perto do braço Canópico do Nilo, um sítio salubre mesmo no verão por causa dos ventos etésios. O porto, protegido pela ilha de Faros, fica relativamente ao abrigo das grandes tempestades. Existem algumas lendas sobre a fundação de Alexandria. Podemos considerar que: Numa versão mais prosaica, seus conselheiros (Alexandre Magno) teriam observado que uma cidade construída em uma faixa de terra entre o mar e o Lago Mareótis logo atrás teria acesso fácil ao Nilo e ao Delta e uma fonte permanente de água doce, vital para o projeto. E ao construir uma estrada elevada para a Ilha de Faro, ele poderia, sem muito esforço, ter o maior e melhor porto da bacia oriental do Mediterrâneo, abrigado dos ventos etesianos e das perigosas correntes do oeste.Por isso, Alexandre decidiu construir um porto de mar profundo que atendesse a uma armada agressiva e com uma grande frota. Contratou o maior arquiteto da época, Deinócrates, para projetar a cidade e em 7 de abril de 331 a.C. lançou a pedra fundamental.

## Sociedade
A região de Racótis era povoada principalmente por pescadores, onde a insatisfação pelo controle dos Persas eram grande. Com a conquista da cidade, a satisfação geral aumentou pois os antigos macedônios eram mais "compreensivos" que seus predecessores e por terem sido auxiliados pelas diversas correntes de pensamento grega, foram mais facilmente aceitos nos territórios em que se instalaram.
O bairro de Racótis era o mais desfavorecido da Cidade de Alexandria. O espectro social da cidade abria-se em amplo leque. No topo, estavam o rei e sua corte, os altos funcionários e o exército. Seguiam-se os eruditos, os cientistas e homens letrados, os negociantes ricos, os pequenos comerciantes, os artesãos, os estivadores, os marinheiros e os escravos. Os egípcios nativos, porém, formavam o corpo principal da população de Alexandria, abrangendo os camponeses, os artesãos, os pequenos comerciantes, os pastores, os marinheiros, etc. Falavam-se varias línguas nas ruas da cidade. O grego, em seus vários dialetos, era naturalmente a mais difundido e o egípcio era a língua falada nos bairros dos nativos.
Porém era uma cidade grega, os cidadãos eram gregos ou macedônicos, mas os indígenas egípcios, encorajados a fixar-se ali, não possuíam direito politico.Assim transformando os nativos em uma grande população de trabalhadores braçais, sem direitos políticos que eram direcionando aos trabalhos mais pesados.

## Serapeu

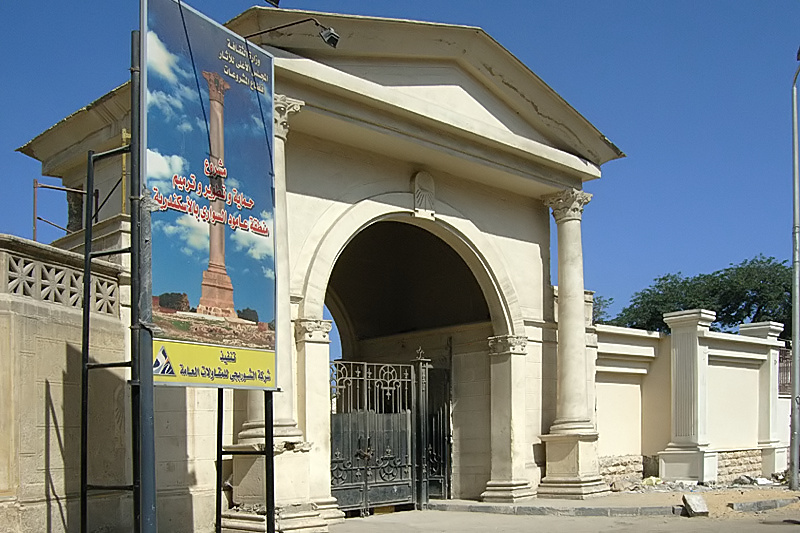
AlexSarapeionEntrance

O Serapeu de Alexandria (em latim: Serapeum) foi um santuário monumental para o culto de Serápis, fundado em 300 a.C. por Ptolemeu I Sóter e situado no bairro.
Este deus é produto do sincretismo das mitologias egípcia e grega. Serápis integra as divindades Osíris e Ápis egípcias, cujo culto associava-se com os deuses gregos Zeus e Hades. Ptolomeu Sóter tornou-o senhor tutor de Alexandria numa magistral operação política, conseguindo que tanto os egípcios mais tradicionalistas como a população grega relativamente nova aceitaram a este deus representado como um homem com barba, sedente e com uma espécie de cesto na cabeça, símbolo da fertilidade da terra, pois acredita-se estar cheio de sementes.

### Fundação do Templo
Ao estabelecer Serápis na colina de Racótis, Ra-Kedem egípcio (actual Amudes-Sawari), Ptolomeu I pensava, certamente, na Acrópole de Atenas e seguia, ao mesmo tempo, o conselho de Aristóteles, para quem o deus principal devia ser instalado numa localização mais elevada: tal como Atena superintendia a Atenas, Serápis dominava Alexandria. Alexandria era, também deste ponto de vista, a nova Atena Atenas.
O monte que servia de base para o Templo de Serápis era o único natural em Alexandria, o que fazia dele um local adequado para o deus da cidade. O seu templo era conhecido pelo mundo civilizado como um monumento de tirar o fôlego e imenso, imponente, emoldurado pelo céu de nuvens ligeiras. Dentro da construção de mármore, encontrava-se a estátua do deus embelezada com marfim e, mesmo não sendo tão grande quanto a de Zeus de Olímpia, ainda era uma maravilha em beleza e feitio.

### Serápis

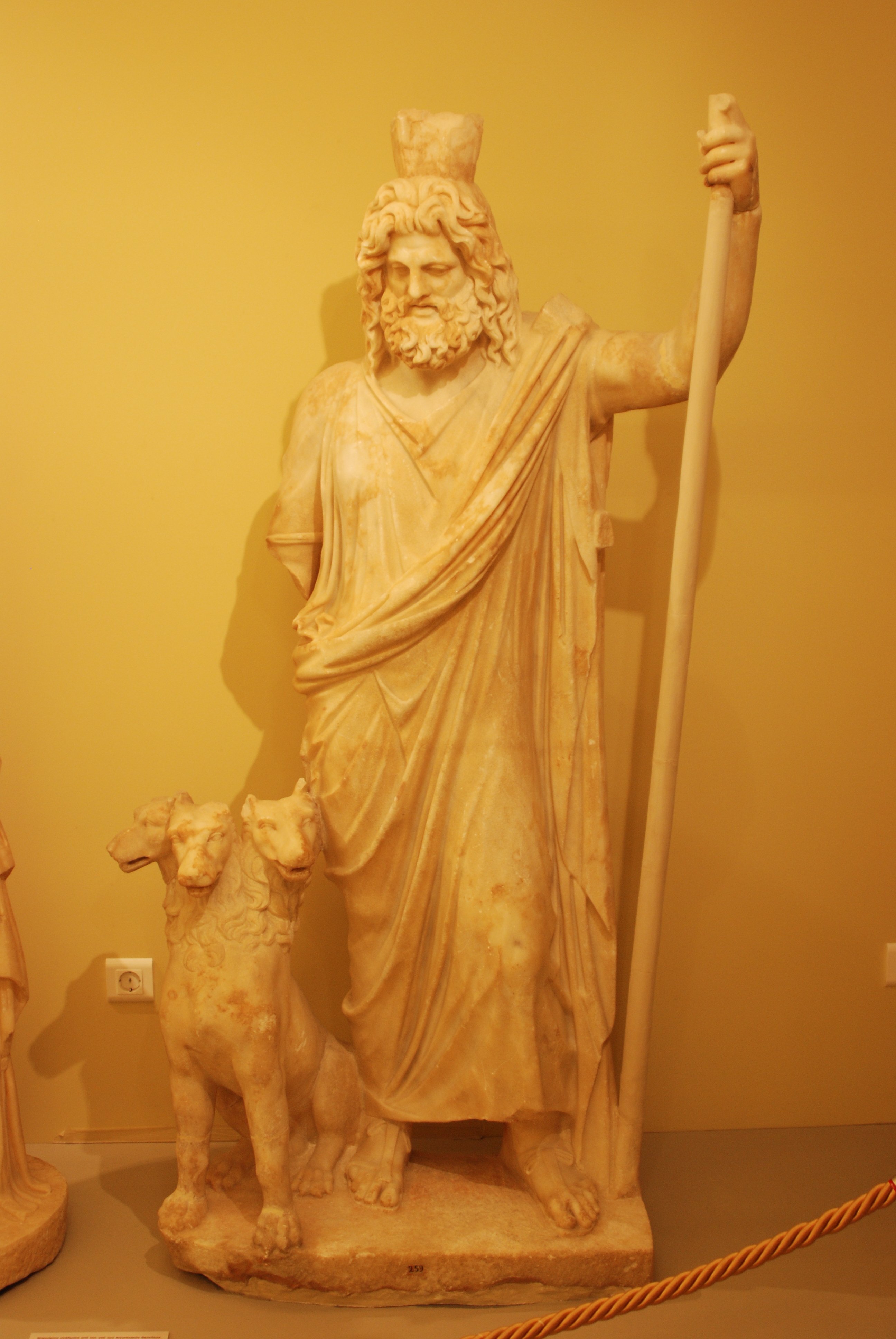
Zeus- Serapis

Do ponto de vista da religião, Ptolemeu foi responsável pela introdução do culto de Serápis, divindade híbrida que resultou da fusão do popular deus egípcio Osíris com Ápis. Ptolemeu procedeu igualmente à deificação de Alexandre Magno. Embora o sincrentismo tenha sido o objetivo maior na criação se Serápis, cada grupo o cultuava separadamante, segundo suas tradições.
O mítico e primevo casal Osíris-Ísis da tradição faraónica cedeu lugar nos monumentos helenísticos à inseparável dupla Serápis-Ísis. O novo casal divino marcaria todo o período ptolomaico. O culto a Ísis, como expressão da antiga religião egípcia, foi também sempre alvo da política religiosa dos Lágidas
Em Alexandria, a antiga deusa egípcia assumiria funções completamente inusitadas no âmbito dos seus atributos, como protectora da navegação e dos marinheiros
Ísis Phari (Ísis senhora do mar), Ísis Pelágia (Ísis deusa do mar) e Ísis Euploia (Ísis da feliz navegação). Esta nova Ísis de Alexandria foi representada ora com roupagens gregas (chiton ou peplos e himation), ora com vestes de origem egípcia, embora sob reinterpretação à grega. O seu renovado e atualizado guarda-roupa atestava o novo período e fulgor da sua existência e o profundo processo de helenização a que foi sujeita. Durante os Ptolomeus, em Alexandria, a carreira de Ísis decorrerá sempre um pouco à sombra de Serápis. No entanto, na chôra (a terra natal de Ísis, por assim dizer), Serápis nunca alcançaria a devoção popular dedicada à antiga deusa Ísis, pelo menos por parte da população indígena a maioria demográfica do país, não esqueçamos. Não é, por isso, de estranhar que haja muito mais estátuas de Ísis do que há de Serápis.
Com Ptolomeu IV Filopátor (221-204 a.C.), dá-se a integração do deus Horpakhered ou Harpócrates, o Hórus criança, como filho de Serápis e de Ísis, a exemplo do esquema familiar da tradicional tríade egípcia Osíris, Ísis e Hórus, beneficiando de um santuário no recinto do Serapeu.
A nova tríade helenística, que dominará a vida cultual alexandrina, convidará ainda Anúbis, o deus psicopompo, um outro deus de relevo do antigo ciclo osiriano,cujo culto se passou também a celebrar no Serapeu de Alexandria. Os quatro deuses alexandrinos ou do panteão alexandrino partirão juntos para a diáspora mediterrânica. O antigo círculo osiriano transferiu-se, portanto, quase integralmente para o círculo familiar do deus Serápis, o que constituiu um elemento suplementar de apelo para os devotos egípcios e resultou da atenção particular do poder político pela camada cultural indígena.

## Biblioteca do Serapeu
Apaixonado colecionador de livros, Ptolomeu II Filadelfo adquiriu todos os papiros e rolos que podia conseguir, até mesmo bibliotecas inteiras, como a de Aristóteles, embora os historiadores tenham discutido durante séculos se realmente a obteve inteira. Assim, ao final de seu reinado de quase quarenta anos, os livros transbordavam da Biblioteca para os escritórios e armazéns reais, por isso foi tomada a decisão de construir uma segunda biblioteca para abrigá-los. O projeto foi concretizado por seu filho Ptolomeu III Evérgeta (filho de Ptolomeu II Filadelfo e de sua primeira esposa, Arsinoé I), e uma biblioteca filha foi incorporada ao vasto Serapeu.
Assim, existiram duas grandes Bibliotecas de Alexandria. A Biblioteca principal conhecida de Mãe e a anexa o templo de Serápis denominada biblioteca Filha. De início a Filha era usada apenas como complemento da primeira, mas com o incêndio acidental (por Júlio César), no século I, da Biblioteca Mãe, a Filha ganhou uma nova importância. Vinham sábios de todo o mundo para Alexandria e debatiam os mais variados temas. Em 272, durante a guerra entre o imperador Aureliano e a rainha Zenóbia, a Biblioteca Filha foi provavelmente destruída, quando as legiões de Aureliano tomaram a cidade de assalto.

## Porto Eunosto
O porto mercantil - Eunosto (significa bom regresso), fica distante dos pântanos do Delta e, no entanto, próxima do braço canópico do Nilo. O local encontrava -se ocupado por uma pequena aldeia chamada Racótis, bem protegida das vagas e das tempestades pela ilha de Faros e um terceiro porto sobre o lago Mareótis destinava -se ao comércio interno.
O porto foi uma das primeiras fundações, pois ao norte possuía dois bons ancoradouros que davam para o Mar Mediterrâneo. O porto foi construído com um imponente quebra-mar que chegava até a ilha de Faros, onde foi erguido um famoso farol para orientar o tráfego marítimo, o Farol de Alexandria, e ficou conhecido como uma das sete maravilhas do mundo antigo. Esse porto tinha capacidade para abrigar as grandes embarcações que se tornaram típicas da época helenística, o que permitiu a Alexandria exportar sua produção excedente para o resto do país e estender o comércio a outras regiões, tornando-se assim a principal base marítima de todo o Mediterrâneo.

## Heptaestádio
O Heptaestádio, um dique com sete estádios de comprimento (aproximadamente 1.200 m), era uma enorme ponte que ficava ao norte de Racótis, muitas vezes referida como uma toupeira  ou um dique construído pelo povo de Alexandria , Egito , durante o período ptolomaico .  É a conexão entre a ilha do farol Faro e o continente, assim dividia a baia em dois portos a leste, o porto de guerra, os arsenais, os estaleiros navais e o porto pessoal do soberano " portus magnus". A oeste, o porto mercantil "Eunosto" que significa bom regresso. Há duas aberturas existentes no dique permitiam aos navios passar de um porto para o outro, acredita-se também ter servido como um aqueduto enquanto Faro foi habitado. Devido ao assoreamento ao longo dos anos, o antigo dique agora forma o Mansheya istmo .

## Canal
O canal era importante pela ligação entre o mar do Mediterrâneo e o rio Nilo através do lago Mareotis. Pelo canal pode-se chegar através das suas águas às mercadorias destinadas ao porto, mercadorias que poderiam vir de qual quer parte do Egito. A importância do canal de Racótis vem por ser o canal que unia o Mareótis e o porto. No lago existia outro canal que ligava ao rio nilo, fazendo assim um trajeto do porto Eunosto, lago Mareótis e o rio nilo.

## Pilar de Pompeu

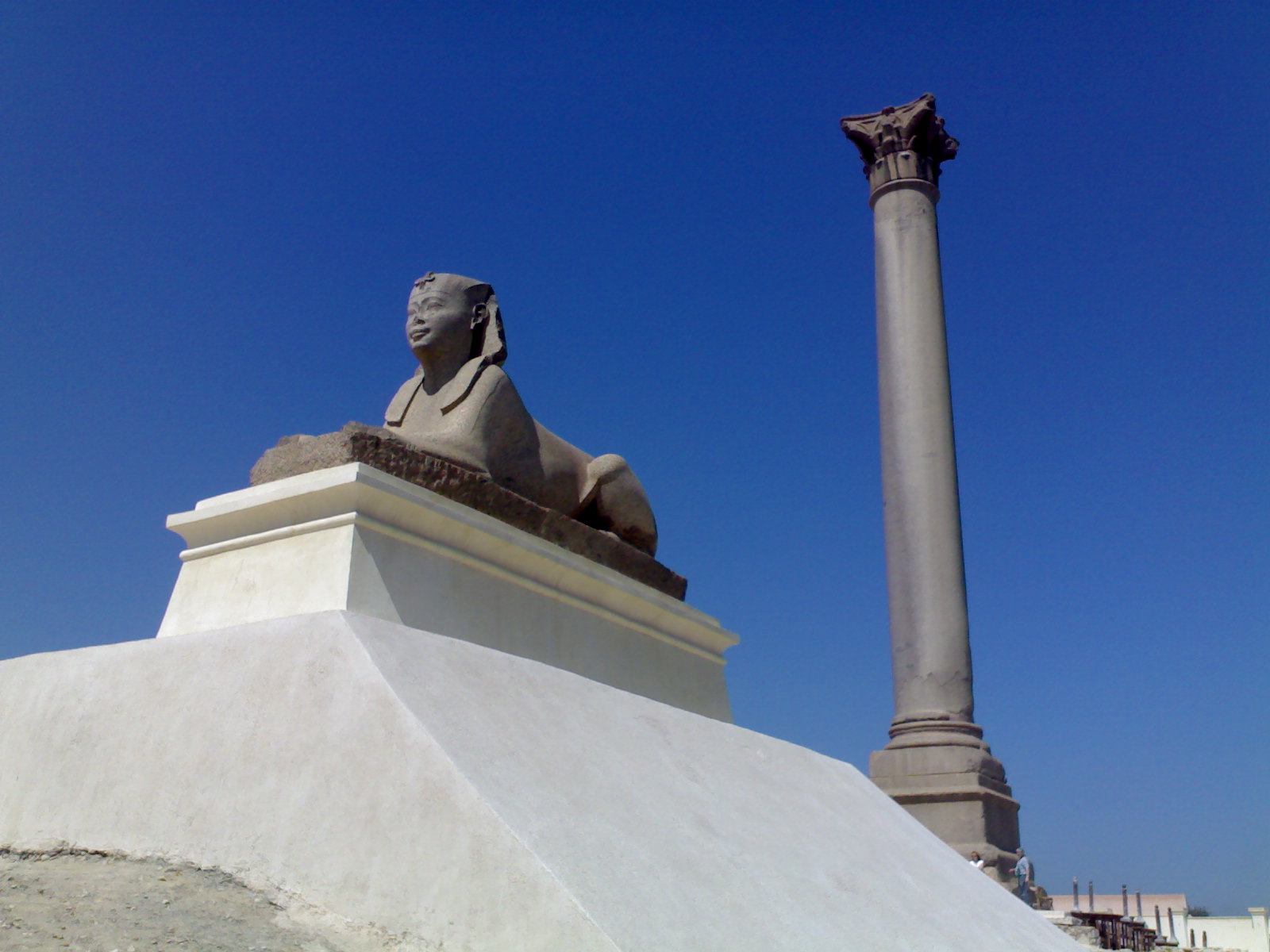
Alexandria-Sawary

Pilar de Pompeu é uma coluna que está onde era o templo de Serápis. O eixo da coluna monolítica mede 20,46 m de altura, com um diâmetro de 2,71 m na sua base. O peso do pedaço de granito vermelho Aswan está estimado em 285 t. A coluna é 26,85 m de altura incluindo a sua base e de capital.Adam 1977, p. 50 Outros autores dão dimensões ligeiramente divergentes.
A coluna coríntia tem algumas versões as mais aceitas são, que o nome dado da coluna é devido a que os cruzados acreditaram que assinalava o lugar onde fora enterrado Pompeu, outra tradição diz que esta coluna seja a única sobrevivente das 400 de um pórtico da biblioteca de Alexandria ou se tem suposto que foi erigida em honra do imperador Diocleciano (245-313), para celebrar a sua grande vitória em 296 sobre o general Aquileu, que um ano antes se proclamara imperador do Egito. Tal teoria é fundada numa inscrição que se encontra no seu embasamento. Porém, os investigadores do século XIX demonstraram que o fuste é na realidade o da Coluna de Serápis, que procede das ruínas do Serapeu de Alexandria, destruído em 391, muito depois do reinado de Diocleciano.